# Ремко Евенепул
Ремко Евенепул (хол. Remco Evenepoel; Алст, 25. јануар 2000) белгијски је бициклиста који тренутно вози за  ворлд тур тим Судал—Квик-степ. Освојио је једном Вуелта а Еспању, гдје је по једанпут освојио и класификацију за најбољег младог возача, брдску класификацију и награду за најагресивнијег возача. На Тур де Франсу је освојио једном класификацију за најбољег младог возача и завршио је на трећем мјесту. По три пута је освојио класик Сан Себастијан и Волта ао Алгарве трку, по два пута је освојио Тур оф Белгијум и Лијеж—Бастоњ—Лијеж, док је по једном освојио Брисел сајклинг класик, Вуелту а Бургос, Вуелту а Сан Хуан, Тур де Полоње, Денмарк рунт, Тур оф Норвеј, УАЕ тур и Брабантсе пајл. Два пута је освојио Свјетско првенство у вожњи на хронометар и првенство Белгије у вожњи на хронометар, а по једном Свјетско првенство у друмској вожњи, Европско првенство у вожњи на хронометар и првенство Белгије у друмској вожњи, док је такође по једном освојио сребрну и бронзану медаљу на Свјетском првенству у вожњи на хронометар, сребрну медаљу на Европском првенству у друмској вожњи и бронзану на Европском првенству у вожњи на хронометар. Освојио је по једну златну медаљу на Олимпијским играма и у друмској и у вожњи на хронометар. Једном је освојио награду Вело д’Ор за бициклисту године. Остварио је по двије етапне побједе на Ђиро д’Италији и на Тур де Франсу и пет на Вуелта а Еспањи. Један је од двојице возача који су освојили Свјетско првенство и у друмској и у вожњи на хронометар, једини је бициклиста који је освојио златну медаљу на Олимпијским играма и у друмској и у вожњи на хронометар, остваривши то исте године, а такође једини је возач у историји који је побиједио на хронометру на Ђиро д’Италији, Тур де Франсу, Вуелта а Еспањи, Свјетском првенству и Олимпијским играма. Од почетка јуниорске каријере поређен је са Едијем Мерксом, који га је често критиковао. Његов отац Патрик Евенепул је бивши бициклиста.
Каријеру је почео као фудбалер и играо је за млађе категорије Андерлехта и ПСВ Ајндховена, као и за младу репрезентацију Белгије, а 2017. почео је да се такмичи у бициклизму. Године 2018. освојио је златне медаље на Европском и на Свјетском првенству за јуниоре и у друмској и у вожњи на хронометар, а затим је потписао уговор са тимом Декунинк—Квик-степ и прешао је да се такмичи у сениорској конкуренцији, прескочивши категорију до 23 године. Прве сезоне као сениор освојио је Тур оф Белгијум, Класик Сан Себастијан и златну медаљу на Европском првенству у вожњи на хронометар, док је на Свјетском првенству у вожњи на хронометар освојио сребрну медаљу. Године 2020. освојио је четири етапне трке које је возио у склопу припрема за деби на Ђиро д’Италији, али је пао на Ђиро ди Ломбардији преко моста на спусту и задобио је неколико повреда. Није возио до маја 2021. када је дебитовао на Ђиро д’Италији али је морао да је напусти због пада. До краја сезоне освојио је Денмарк рунт и Тур оф Белгијум, док је на Европском првенству освојио сребрну медаљу у друмској вожњи и бронзану у вожњи на хронометар, као и бронзану у вожњи на хронометар на Свјетском првенству.
Године 2022. освојио је Лијеж—Бастоњ—Лијеж, први монументални класик и Класик Сан Себастијан по други пут, док је у финишу сезоне освојио Вуелта а Еспању, своју прву гранд тур трку и златну медаљу на Свјетском првенству у друмској вожњи, а на крају сезоне добио је награду Вело д’Ор за бициклисту године. Године 2023. освојио је УАЕ тур и Лијеж—Бастоњ—Лијеж другу годину заредом, након чега је возио Ђиро д’Италију, гдје је остварио двије етапне побједе и био је лидер до десете етапе, када је морао да напусти трку јер је био позитиван на ковид 19. У наставку сезоне освојио је Класик Сан Себастијан по трећи пут и возио је Вуелта а Еспању, гдје је остварио три етапне побједе и освојио је брдску и класификацију за најагресивнијег возача, добивши такође награду за најагресивнијег возача на четири етапе. На крају сезоне освојио је златну медаљу на Свјетском првенству у вожњи на хронометар. Године 2024. дебитовао је на Тур де Франсу, који је завршио на трећем мјесту, уз једну етапну побједу и освојену класификацију за најбољег младог возача, након чега је возио на Олимпијским играма, гдје је освојио златне медаље и у друмској и у вожњи на хронометар, а у финишу сезоне освојио је Свјетско првенство у вожњи на хронометар другу годину заредом. Године 2025. освојио је Брабантсе пајл и првенство Белгије у вожњи на хронометар по други пут. На Тур де Франсу је остварио етапну побједу на хронометру, а у августу је потписао уговор са тимом Ред бул—Бора–ханзго од 2026.

## Дјетињство у јуниорска каријера
Рођен је 25. јануара 2000. у Алсту, од родитеља Патрика Евенепула и Агне ван Екхут. Од раног дјетињства је пратио бициклизам, највише Тома Бонена и Алберта Контадора, али му родитељи нису дозволили да почне од малена да се бави бициклизмом, сматрајући да ће то утицати на његов развој. Са пет година је почео да тренира фудбал у Андерлехту, играјући у почетку на позицији голмана, али га је први тренер премјестио на позицију офанзивног везног због своје издржљивости, а затим га је премјестио на позиције централног и дефанзивног везног. Са 11 година прешао је у ПСВ Ајндховен, гдје му је VO2 maks тест био изузетно висок о чему је тада тренер тима изјавио да му је ниво као код триатлонца. У тиму је остао до 14 године, након чега се поново вратио у Андерлехт. Био је капитен тима, а његови тадашњи саиграчи истакли су да је био лидер на терену иако је било играча који су били талентованији, а током периода када је имао повреду кољена, тим је играо лоше, о чему је Зоран Басонг истакао да је то било због позитивне енергије коју је уносио када је играо јер је тада тим играо са више самопоуздања. Саиграчи су истакли да је био толико посвећен фудбалу да није причао о дјевојкама као и они, већ само о тренингу, другим играчима и својим головима. Са 15 година, доживио је током утакмице прелом карлице, а упркос томе што му је дио кости штрчао кроз кожу одбијао је да буде замијењен. За репрезентацију Белгије до 15 година одиграо је четири утакмице, а за репрезентацију до 16 година одиграо је седам утакмица и био је капитен репрезентације. Током 2015. питао је свог тадашњег саиграча Себастијана Борнауа да возе бицикл, што је Борнау прихватио сматрајући да ће возити око 50 километара, али му је Евенепул рекао да планира да вози 180 km, на шта му је Борнау одговорио да он као фудбалер од 90 килограма не може да издржи толико да вози бицикл и Евенепул је отишао сам. У октобру 2016. године, играо је утакмицу у суботу а затим је имао нову утакмицу у уторак и тренер му је рекао да у међувремену одмара. У недељу, дан након утакмице, истрчао је бриселски полумаратон за 1 сат и 16 минута, са 16 година и девет мјесеци и завршио је на 13 мјесту од 6.444 особе које су завршиле полумаратон. Током једног од тренинга читав тим је учествовао на трци од 10 километара која је укључивала дионице по пијеску, води и преко разних препрека, као вјежбу изградње тима, али је Евенепул оставио своје саиграче и побиједио је на трци. Током периода у Андерлехту такмичио се у трчању са Ханом Делкроом, о чему је Борнау рекао да су увијек остајали да трче дуже од свих осталих. Није се развијао истом брзином као његови саиграчи и у финишу 2016. почео је да остаје на клупи за резервне играче, а касније није уопште улазио у састав тима, а као разлог наведен је недостатак брзине. Евенепул је касније изјавио да никад више није добио шансу да игра, а није добио објашњење, што му је тешко пало. На крају сезоне је напустио Андерлехт и потписао је за Мехелен, који је био спреман да му понуди професионални уговор након шест мјесеци које је требало да проведе у млађим категоријама, али је он то одбио истакавши да му је то изгледало превише далеко у ментално тешком периоду кроз који је тада пролазио и одлучио је да престане да игра фудбал. Сматра се да је рекордер Андерлехта у тесту трчања на 20 метара који се користи за процјену аеробног капацитета спортисте.
Након што је престао да игра фудбал, на прољеће 2017. звао је Фреда Вандервенета, троструког првака Белгије у маратону, са којим се знао од малена и рекао му да хоће да се бави бициклизмом. Вандервенет је почео да га тренира, а на првој заједничкој вожњи на брдској рути у Арденима, Евенепул је остварио просјек од 30 километара на сат, о чему је Вандервенет изјавио да је било изузетно. Послије неколико недеља хтио је да се такмичи и његов отац се обратио Патрику Версхерену, који је био тренер младог тима Форт јанг, који му је рекао да није сигуран јер је још увијек био фудбалер, али након што га је гледао како вози, примио га је у тим. Версхерен је истакао да је имао лошу позицију на бициклу и да је био један од најгорих возача на спусту које је икад гледао. Изјавио је да је био толико лош да га је узео код себе у аутомобил како би му показао како да вози по кривинама. Дана 2. априла 2017. године возио је своју прву трку, мању трку у Зутлеву, истакавши да на првих неколико трка хоће да се прилагоди и да научи како да вози у великој групи, али да ће већ послије два мјесеца нападати и покушавати да побјеђује. Трку у Зутлеву завршио је на 71 мјесту. На првих неколико трка није могао да вози нормално, био је уплашен у групи, често је падао, а други возачи су га смиривали, због чега су многи питали зашто он вози у најбољем белгијском јуниорском тиму. Мјесец дана касније, на првој трци ван Белгије пао је и сломио нос, о чему је његов тадашњи сувозач Дени ван дер Тук изјавио да је очекивао да ће одустати од бициклизма. На својој шестој трци коју је возио рекао је Версхерену да је сигуран у групи и да ће почети да напада, а прву побједу остварио је на својој десетој трци, у Болебеку. У јулу је возио Вуелту ал Паис Баско за јуниоре, гдје је нападао на свакој етапи, остваривши побједу на трећој етапи и завршио је на другом мјесту у генералном пласману, иза Бена Хилија, освојивши све остале класификације. У августу је возио Амстел голд рејс за јуниоре, који се одржавао на рођендан његовог оца, за којег је наручио торту и шампањац и рекао је тиму да ће побиједити за свог оца и побиједио је три минута испред другопласираног.
Године 2018. прешао је у Акрог—Паувелс Саузен, гдје је на зимском тренинг кампу у Мојакару сваког дана возио два сата дуже, а на успону који су користили за тестирање снаге, срушио је све претходне рекорде. На почетку сезоне освојио је јуниорски Кирн—Брисел—Кирн соло нападом, након чега су његови сувозачи почели да користе израз „Ремко ради Ремкове ствари“. Рекао је тренеру да жели да побиједи на свим тркама до краја сезоне, због чега је тренер рекао осталим возачима из тима да му помогну да освоји национално првенство и да ће сви добити по 100 евра. Сви су се сложили да му помогну, али је он напао послије два километра трке и побиједио са преко пет минута, док су његови сувозачи добили по 100 евра без обзира на то што нису морали да раде за њега. Освојио је и првенство Белгије у вожњи на хронометар за јуниоре, 49 секунди испред Илана ван Вилдера, престигавши петорицу возача који су стартовали прије њега, а такође је био осам секунди бржи од шампиона Белгије до 23 године. У наставку сезоне побиједио је на свакој трци коју је возио, а имао је обичај да прије трке говори сувозачима гдје ће напасти, а послије трка се смијао јер је урадио оно што је рекао. Недељу дана послије првенства Белгије освојио је трку Курс де ла Пекс уз двије етапне побједе и освојене брдску и класификацију по поенима. У јулу је освојио Европско првенство у вожњи на хронометар 24 секунде испред Ван Вилдера и 40 секунди испред Антонија Тиберија, а такође је био спорији само од Едоарда Афинија од возача на трци до 23 године, који су возили исту дистанцу. Два дана касније, на друмској трци за јуниоре на Европском првенству, напао је при почетку трећег од 11 кругова, што нико није могао да прати и побиједио је скоро десет минута испред Александреа Балмера и Карлоса Родригеза, У септембру је возио на Свјетском првенству за јуниоре, гдје је побиједио у вожњи на хронометар скоро минут и по испред Лукаса Плапа. У друмској трци за јуниоре на Свјетском првенству пао је на успону Гнаденвалд, на око 72 km до циља и изгубио је два минута у односу на водећу групу чекајући на промјену бцикла. Достизао је возаче једног по једног и већу групу возача који су били отпали од главне групе, али се није задржавао како би му помогли у потјери већ је настављао да вози сам док није достигао главну групу, а затим је изашао на чело групе како би радио на достизању возача који су се били одвојили испред. Након што је достигао све возаче, наставио је да вози јако на темпо, што је пратио само Маријус Мајрхофер, али је Евенепул напао на 20  до циља и остварио је соло побједу, минут и 25 секунди испред Мајрхофера. Он је тако постао први возач у историји који је освојио Свјетско првенство и у друмској и у вожњи на хронометар исте године у јуниорској конкуренцији. У октобру, на последњој трци у сезони, освојио је хроно дес нејшон за јуниоре. Током 2018. остварио је укупно 31 побједу, освојивши свих пет етапних трка које је возио и класификацију по поенима на свих пет, као и брдску класификацију на четири трке. Имао је договор са тимом Хагенс берман аксеон за сезону 2019. али је прихватио понуду ворлд тур тима Декунинк—Квик-степ да прескочи категорију до 23 године и почне професионалну каријеру.

## Професионална каријера

### 2019.
Након што је прихватио понуду Декунинк—Квик-степа, постао је први возач у ворлд туру који је рођен у 21. вијеку. За прву сезону било је планирано да вози само краће етапне трке, а да прескочи класике и трке са калдрмама. За тим је дебитовао у јануару на Вуелта а Сан Хуан трци у Аргентини, коју је стартовао дан након што је напунио 19 година. Хронометар на трећој етапи завршио је на трећем мјесту, 12 секунди иза Жилијена Алафилипа, са истим временом као Валерио Конти, што му је био први подијум у каријери. Трку је завршио на деветом мјесту у генералном пласману и освојио је класификацију за најбољег младог возача, двије секунде испред Ђина Медера. У фебруару је возио УАЕ тур, али је морао да га напусти због пада на четвртој етапи. У априлу је возио Пресидентал рејс оф Турки, трку кроз Турску, коју је завршио на четвртом мјесту у генералном пласману, 53 секунде иза Феликса Гросшартнера. У мају је возио Хамер ставангер трку тимова, гдје је побиједио у једном кругу у спринт трци на другој етапи.
Почетком јуна је возио Хамер Лимбург серију, гдје је побиједио на успону на првој етапи, а затим је Јакобсен побиједио у спринту на другој етапи, док је Квик-степ хронометар на трећој етапи завршио на четвртом мјесту и освојио је серију са највише поена. Недељу дана касније возио је Тур оф Белгијум, гдје је на другој етапи напао на око 20  до циља, што је пратио само Виктор Кампенартс и брзо су стекли 20 секунди предности, а на 7 km до циља Кампенартс је пао и Евенепул је остао сам на челу. До краја је повећао предност и побиједио је 42 секунде испред групе коју је одспринтао његов сувозач Фабио Јакобсен, остваривши прву побједу у каријери, којом је такође преузео лидерску мајицу. Хронометар на трећој етапи завршио је на четвртом мјесту, три секунде иза Тима Веленса. На четвртој етапи, Веленс је напао на 20  до циља, што је пратило неколико возача, након чега је Евенепул напао, што су пратили само Кампенартс и Андреас Крон. Радили су заједно до циља и у спринту је завршио на трећем мјесту, док је побиједио Кампенартс. Последња, пета етапа, била је спринтерска, није било промјена и освојио је трку 52 секунде испред Кампенартса, уз освојену класификацију по поенима. Крајем јуна, завршио је првенство Белгије у вожњи на хронометар на трећем мјесту, 39 секунди иза Ваута ван Арта и седам секунди иза Ива Лампара. У јулу је возио Адријатика Јоника трку, гдје је на трећој етапи напао на преко 20 km до циља и побиједио је преко два минута испред групе коју је одспринтао Филип Жилбер, а трку је завршио на осмом мјесту у генералном пласману, четири минута иза Марка Падуна.
Дана 3. августа, возио је Класик Сан Себастијан, гдје је напао на око 20  до циља, што је пратио само Томс Скујинш, а затим је Евенепул напао на последњем успону, што Скујинш није могао да прати и остварио је соло побједу, 32 секунде испред мање групе коју је одспринтао Грег ван Авермат, што му је била прва побједа у ворлд туру. Он је тако постао трећи најмлађи возач који је освојио неки класик у историји, као и најмлађи у историји који је освојио неку ворлд тур трку. Пет дана касније освојио је златну медаљу на Европском првенству у вожњи на хронометар, побиједивши 19 секунди испред Каспера Асгрена. У септембру је возио на Свјетском првенству, гдје је могао да вози трке до 23 године, али је одлучио да вози трке за сениоре. У вожњи на хронометар освојио је сребрну медаљу, завршивши минут иза Роана Дениса, а 45 секунди испред Филипа Гане. Возио је и друмску трку, али је није завршио. Током већег дијела године дијелио је собу са Жилбером, који му је био ментор.

### 2020.
Пред почетак сезоне 2020. изјавио је да ће возити Ђиро д’Италију како би учио и напредовао, а такође да би се боље припремио за Олимпијске игре у Токију. Сезону је почео на Вуелта а Сан Хуан трци, гдје је побиједио на хронометру на трећој етапи 32 секунде испред Гане и преузео је лидерску мајицу. Предност је сачувао до краја и освојио је трку 33 секунде испред Гане. Сезону је наставио на Волта ао Алгарве трци, гдје је на другој етапи напао у последњем километру и побиједио је испред Максимилијана Шахмана и преузео је лидерску мајицу са истим временом као Шахман. На хронометру на последњој, петој етапи, побиједио је десет секунди испред Дениса и освојио је трку 38 секунди испред Шахмана. Због пандемије ковида 19 у марту је прекинута читава сезона у бициклизму, а трке су или одложене или отказане.
Након што је сезона настављена, крајем јула је возио Вуелта а Бургос трку. На трећој етапи, на 2,5  до циља, напао је Естебан Чавез, што су пратили само Евенепул и Џорџ Бенет, након чега је Евенепул напао, што нико није могао да прати и побиједио је 18 секунди испред Бенета, чиме је преузео лидерску мајицу. На последњој, петој етапи, Микел Ланда је напао на 3,2 km до циља, након чега су кренули за њим Евенепул, Чавез и Иван Соса, који су га брзо достигли. Соса је напао на 600 метара до циља и остварио је побједу, док је Евенепул завршио на трећем мјесту, 11 секунди иза и освојио је трку 30 секунди испред Ланде. Четири дана касније стартовао је Тур де Полоње, гдје је на четвртој етапи напао на 51  до циља, што нико није могао да прати. До краја је само повећавао предност и побиједио је скоро два минута испред Јакоба Фуглсана, захваљујући чему је преузео лидерску мајицу. Последња, пета етапа, била је спринтерска, није било промјена и освојио је трку минут и 52 секунде испред Фуглсанга. Сезону је наставио на Ђиро ди Ломбардији, гдје је на спусту са успона Муро ди Сормано ударио у ниски зид са стране моста и од ударца је пао преко њега у земљани дио у близини дрвећа, на око девет метара испод пута. Све вријеме је био свјестан и реаговао је, брзо је пребачен у болницу, а неколико сати касније, његов тим је објавио да је задобио фрактуру карлице и контузију десног плућног крила, због чега је морао да заврши сезону.

### 2021.
Године 2021. сезону је након опоравка почео тек на Ђиро д’Италији у мају, гдје је био лидер тима заједно са Жоаоом Алмеидом, а такође је био један од највећих фаворита за побједу, поред Егана Бернала и Сајмона Јејтса. Хронометар на отварању завршио је на седмом мјесту, 19 секунди иза Гане, након чега је изјавио да је стартовао са сузама у очима јер је било тешко опоравити се и стартовати Ђиро и да је срећан што је одмах завршио у првих десет. На четвртој етапи, Ланда је напао на 2,8 km до циља, након чега је Бернал кренуо за њим, а затим и Хју Карти и Александар Власов, док је Евенепул остао у другој групи и завршио је 11 секунди иза. На шестој етапи, Бернал је напао на 2  до циља, што су пратили Евенепул, Ђулио Чиконе и Данијел Мартин и завршили су 12 секунди иза Медера који је побиједио из бијега и дошао је на друго мјесто у генералном пласману, 11 секунди иза Атиле Валтера који је преузео розе мајицу, а пет секунди испред Бернала. На деветој етапи, Бернал је напао у последњем километру, што је пратио само Чиконе, али је и он отпао. Бернал је побиједио и преузео розе мајицу, док је Евенепул завршио на 14 мјесту, десет секунди иза и остао је на другом мјесту у генералном пласману, 15 секунди иза Бернала. На етапи 11 вожене су секције калдрме које се возе на Страде Бјанкеу. Отпао је на првом сектору калдрме, али се вратио у групу, након чега је отпао на трећем сектору, на 25 km до циља. Првобитно Алмеида није хтио да успори и отпадне из главне групе да му помогне, због чега је Евенепул био фрустриран и извадио је слушалице тимског радија из ушију. Алмеида се вратио до њега на 13 km до циља, када је Евенепул већ заостајао 45 секунди. До краја је његов заостатак само растао и завршио је преко два минута иза Бернала и пао је на седмо мјесто у генералном пласману. Циљ етапе 14 био је на успону Монте Зонколан дугом 14 km, са просјечним нагибом од 8,5% и максималним нагибом од 14%. Тим Инеос је возио на темпо током успона, што Евенепул није могао да прати и отпао је у последња три километра, завршивши преко минут иза Бернала и Јејтса и пао је на осмо мјесто у генералном пласману, скоро четири минута иза Бернала. На етапи 16, отпао је на преко 20 километара до циља и изгубио је 24 минута. На етапи 17 је отпао од групе на почетку успона прве категорије, али је наставио да вози јаким темпом иако је био далеко у генералном пласману и вратио се у групу. Неколико минута касније је ударио у баријере на спусту како би избјегао возаче који су пали испред њега, приликом чега се повриједио. Завршио је етапу, али је одлучио да напусти трку и није стартовао етапу 18.
У јуну је возио Белгијум тур, гдје је на првој етапи напао на 28  до циља, што је пратио само Кампенартс и достигли су двојицу возача који су били у бијегу. Узео је девет секунди бонификације на златном километру, а затим је возио јако на темпо и Кампенартс је отпао. У спринту је завршио на другом мјесту, иза Робија Гиса и узео је лидерску мајицу пет секунди испред Гиса. На хронометру на другој етапи побиједио је двије секунде испред Лампара и повећао је предност у генералном пласману на 45 секунди испред Лампара. До краја није било промјена и освојио је трку. Недељу дана касније возио је првенство Белгије, гдје је хронометар завршио на другом мјесту, 20 секунди иза Лампара. На друмској трци напао је на 20 km до циља, заједно са Ван Артом и Едвардом Тунсом; возили су заједно до циља, а у спринту је завршио на трећем мјесту. Крајем јула учествовао је на Олимпијским играма 2020. које су због пандемије ковида 19 помјерене за 2021. На друмској трци је радио за Ван Арта и отпао је на 40 km до циља, на успону Микуни, када се одвојила група од 13 возача и завршио је преко десет минута иза Ричарда Карапаза који је освојио златну медаљу, док је Ван Арт освојио сребрну. Четири дана послије друмске трке, возио је хронометар, који је завршио на деветом мјесту, преко два минута иза Приможа Роглича. Сезону је наставио на Денмарк рунт трци, гдје је на трећој етапи напао на 17 km и три круга до циља, достигао је бјегунце и отишао од њих, а затим је у последњем кругу достигао главну групу за цијели круг и побиједио је минут и по испред Тоша ван дер Сандеа, чиме је преузео лидерску мајицу. На хронометру на последњој, петој етапи, побиједио је секунду испред Серена Краг Андерсена и освојио је трку минут и 40 секунди испред Мадса Педерсена. Дана 26. августа возио је Дројвенкурс—Оверајсе класик, гдје је напао на 60 km до циља и стекао 35 секунди предности послије 30 километара, али је тада трка неутралисана на десет минута због пожара у аутомобилу поред пута. Послије наставка сачувао је предност до краја и побиједио је 40 секунди испред Микела Онореа. Два дана касније возио је Брисел сајклинг класик, гдје је напао на 82 km до циља, на првом прелазу преко успона Мур Герарсберген, што је пратило шест возача и достигли су бјегунце, од којих су неки отпали на почетку другог круга и остало је девет возача у водећој групи. На другом прелазу преко успона Мур Герарсберген, Жилбер је напао, због чега су отпала двојица возача који су претходно били у бјегу. Евенепул и Кампенартс су нападали, али су остали возачи пратили. На 14 km до циља Евенепул је напао поново, што је пратио само Аиме де Гент, али је и он отпао послије три километра и Евенепул је остварио соло побједу, 50 секунди испред Де Гента. Почетком септембра возио је на Европском првенству, гдје је хронометар завршио на трећем мјесту, 15 секунди иза Стефана Кинга и седам секунди иза Гане. Три дана касније возио је друмску трку, гдје је прво Ромен Барде напао на 116 km до циља, а затим је напао Кампенартс, са којим се одвојила група од четири возача, али су их достигли. На око 70 km до циља напао је Матео Трентин, што су пратили Тадеј Погачар, Кампенартс, Падун и Маркус Хелгорд, а затим их је достигла група од још пет возача, у којој је био Евенепул. На 22 km до циља, Павел Сиваков је напао, а након што је достигнут, Евенепул је напао, што су пратили само Сони Колбрели и Беноа Коснефроа, који је отпао на последњем успону. Колбрели је одбијао да ради на челу, због чега је Евенепул био незадовољан, гестикулирао је рукама и покушавао је да се одвоји од њега, али је Колбрели пратио. У последњих 6 километара, Колбрели је почео да ради на челу, али је у последњем километру успорио како би пропустио Евенепула да прође испред, а затим га је побиједио у спринту.
Недељу дана послије Европског, возио је Свјетско првенство, гдје је хронометар завршио на трећем мјесту, 44 секунде иза Гане и 38 секунди иза Ван Арта. На друмској трци био је лидер Белгије заједно са Ван Артом, а медији и бивши бициклисти сматрали су да је Ван Арт најбоља опција за побједу Белгије пред домаћим навијачима у Фландрији. Бивши белгијски бициклиста Еди Меркс изјавио је: „Ако постоји само један лидер, заиста не треба водити Евенепула. Он вози углавном само за себе, видјели смо то на Олимпијским играма.“ Евенепул је након његових критика изјавио: „Он увијек мора нешто да каже и то је штета. Можда боли што нисам возио за тим његовог сина. Веома поштујем Едија и очигледно то није обострано. Овдје сам да радим за Белгију, за Ваута, јер знам да је то шанса његовог живота да буде свјетски шампион. Он је у животној форми и било би глупо од мене да возим за себе. На овој рути нико није јачи од Ваута. Већ сам много пута рекао да ћу учинити све за Ваута.“ На 180 km до циља  пратио је нападе других возача, а након што су достигнути и група је возила лакшим темпом, пратио је напад Коснефрое, а затим и напад Нилса Полита на 90 km до циља, али су брзо достигнути. У последњих 50 километара Алафилип је напао и одвојила се група од десет возача. Евенепул је радио на челу за Ван Арта и достизао сваки напад, а након што је отпао од групе, на 26 km до циља, Алафилип је напао на успону, што нико није могао да прати. Ван Арт није имао снаге ни да прати друге возаче и завршио је на 11 мјесту, минут и 14 секунди иза Алафилипа. Након трке изјавио је да је имао снаге да постане свјетски шампион, док га је Патрик Лефевер, власник тима Квик-степ хвалио и упитао да ли је Белгија изабрала погрешног лидера. Лефевер је изјавио: „Зашто су Белгијанци хтјели да отворе трку тако рано? И изнад свега, зашто су тако рано бацили Ремка у борбу? За мене је Ремко био најбољи на трци после Жилијена. Али они су га само жртвовали и прострли црвени тепих за Жилијена.“ Евенепул је након критика изјавио: „У петак увече пред Свјетско првенство одржан је састанак са свима. Било ми је врло нејасно шта се тачно од мене очекује. Након што сам преспавао, следећег дана сам отишао код тренера Свена Вантхуренхута и Сержа Паувелса и питао: 'Шта конкретно очекујете од мене?' Такође сам директно рекао да мислим да бих могао да побиједим на трци у одређеном сценарију и питао сам да ли имам шансу или не, а одговор је био ‚Не‘“. Његова изјава је изазвала раздор у тиму; Ван Арт је рекао: „Очекивао сам да ћу чути критике јер нисмо побиједили, али што то долази од некога из тима није паметно и служи само за доливање уља на ватру. Штета је и жалим. Ремко је упутио више критика на ТВ-у него на тимском састанку.“ Такође је изјавио: „Он је био тај који се сложио са тактиком, који се сложио са селекцијом. Недељама је говорио како се радовао томе, тако да мислим да је стварно чудно окренути се за 180 степени сада.“ Неколико дана послије првенства, Јаспер Стојвен је истакао да су сви појавили на тимском састанку на подношењу извјештаја о Свјетском првенству, осим Евенепул, изјавивши :„Био је свјестан, али није мислио да је то потребно. Мислим да је то штета, посебно зато што је сматрао да је потребно да каже ствари на ТВ-у. То смета некима од нас. Мислим да би Ремка понекад требало да успори његова околина. Још мора да научи када може, а када не треба да каже ствари. Такође, супер-јак возач – што он свакако јесте – треба да схвати да неке ствари треба да остану унутра.“
У октобру је возио класике у Италији. Дана 2. октобра возио је Ђиро дел’Емилију, коју је завршио на петом мјесту, 28 секунди иза Роглича, који је побиједио нападом на последњем успону. Два дана касније возио је Копа Берноки, гдје је напао у првом кругу, на 140 km до циља и издвојила се група од шест возача, у којој је био и његов сувозач Фаусто Маснада. На последњем успону је напао, што нико није могао да прати и побиједио је минут и 50 секунди испред Алесандра Ковија. Сезону је наставио на Ђиро ди Ломбардији, на коју се вратио 14 мјесеци послије пада који је имао током 2020. о чему је рекао да је за њега посебно што се вратио на ту трку. Винченцо Нибали је напао на успону Пасо ди Ганда, на око 40 km до циља, што су прво пратили Погачар, Барде и Сиваков, а затим их је достигло још возача, док је Евенепул отпао и завршио је на 19 мјесту, три минута иза Погачара који је напао на 35 km до циља и побиједио Маснаду у спринту. Средином октобра возио је Хроно дес нејшон трку на хронометар, коју је завршио на петом мјесту, минут и 20 секунди иза Кинга, након чега је завршио сезону.

### 2022.
Сезону 2022. почео је на Вуелта а ла комунидад Валенсијана трци, гдје је на првој етапи напао на последњем успону и остварио побједу 16 секунди испред Власова. На трећој етапи, Алехандро Валверде је напао на 5  до циља, што су пратили Чиконе, Евенепул, Власов, Фуглсанг, Енрик Мас, Дилан Тунс и Карлос Родригез. Власов је напао на 1,5  до циља, што нико није пратио и остварио је соло побједу, док Евенепул није могао да прати ни друге возаче и завршио је на осмом мјесту, 41 секунду иза и пао је на друго мјесто у генералном пласману, 32 секунде иза Власова. Последње двије етапе биле су спринтерске, вожене по равном и трку је завршио на другом мјесту у генералном пласману. Десет дана касније стартовао је Волта ао Алгарве трку, гдје је побиједио на хронометру на четвртој етапи, 57 секунди испред Кинга и преузео је лидерску мајицу минут и шест секунди испред Итана Хејтера. На последњој, петој етапи, напао је на километар и по до циља, што су пратила четири возача. Возио је на челу до 300 метара до циља, када је Брендон Макналти напао, а затим су га престигла и остала тројица возача. Серхио Игита је побиједио испред Данијела Мартинеза, док је Евенепул завршио на петом мјесту, девет секунди иза и освојио је трку минут и 17 секунди испред Макналтија. Почетком марта возио је Тирено—Адријатико, гдје је хронометар на отварању завршио на другом мјесту, десет секунди иза Гане. На четвртој етапи, Погачар је напао на 30  до циља, што су пратили Евенепул, Гана и Џај Хиндли, али су достигнути. На последњем успону, на 500 метара до циља, Виктор Лафај је напао, што је пратио Погачар, а затим напао и сам. За њим су кренули Лафај, Евенепул и Јонас Вингегор, али нису могли да га достигну и завршили су двије секунде иза. Евенепул је остао на другом мјесту у генералном пласману, девет секунди иза Погачара, коју је преузео лидерску мајицу. На петој етапи, напао је на 8 km до циља, што су пратили Погачар и Вингегор, а затим су их достигли Мас, Хиндли, Микел Ланда и Ричи Порт и завршили су заједно. На шестој етапи, Ланда је напао на последњем успону, на око 15 km до циља, што су пратили Погачар, Вингегор и Мас, након чега је Погачар напао, што нико није могао да прати. Евенепул је отпао од групе, завршио је четири минута иза Погачара и пао је на 11 мјесто у генералном пласману. Последња, седма етапа, вожена је по равном, није било промјена и завршио је на 11 мјесту у генералном пласману, четири минута и 20 секунди иза Погачара.
Почетком априла је возио Вуелту ал Паис Баско, гдје је хронометар на отварању завршио на другом мјесту, четири секунде иза Роглича. На другој етапи је на циљ дошла велика група, а у спринту је завршио на деветом мјесту. На трећој етапи, Адам Јејтс је напао на 25  до циља и одвојила се група од 15 возача, који су достигли Кристијана Родригеза на 18 km до циља. У финишу су покушавали да се одвоје Евенепул и Пељо Билбао, али је група пратила и у спринту је побиједио Билбао испред Алафилипа, док је Евенепул завршио на 13. мјесту. На петој етапи, напао је на 14 km до циља, што је пратило још шест возача. Карлос Родригез је побиједио из бијега, док је Евенепул завршио на трећем мјесту, девет секунди иза, као и двије секунде иза Мартинеза и преузео је лидерску мајицу двије секунде испред Мартинеза. На последњој, шестој етапи, Роглич је напао на 40 km до циља и група се раздвојила. Евенепул и Мартинез су остали у другој групи, али су се групе спојиле на 16 km до циља. У последњих 5 километара, Јон Изагире је напао, што Евенепул није могао да прати. Мартинез и Власов су радили на челу и предност се повећавала; у спринту је побиједио Изагире, док је Евенепул завршио 24 секунде иза и трку је завршио на четвртом мјесту, 21 секунду иза Мартинеза, а престигли су га још Изагире и Власов, који су завршили на подијуму. Четири дана касније возио је класик Брабантсе пајл, гдје је Бен Тарнер напао на другом прелазу преко успона Маскестрат, на 55 km до циља и одвојила се група од десет возача, који су стекли 32 секунде предности, а међу којима је био и Евенепул. Ијан Станард, Тунс и Кампенартс су отпали на успону Холстеде, а возачи из прве групе су стекли минут предности пред последњи круг. Магнус Шефилд је напао на 4  до циља, док су Пидкок и Тарнер реаговали на нападе других возача. Шефилд је побиједио на трци, док су се у финишу из групе издвојили Коснефроа и Ворен Барги, који су завршили на подијуму, а затим се од групе одвојио и Тарнер, а Евенепул је завршио на шестом мјесту, изгубивши од Тома Пидкока у спринту групе која је дошла на циљ 41 секунду иза. Дана 24. априла, возио је по први пут Лијеж—Бастоњ—Лијеж, гдје је напао на 29,6 km до циља, на успону Коте де ла Редут, што нико није могао да прати. Достигао је Бруна Армираила на 22 km до циља, након чега је повећавао предност и побиједио је 48 секунди испред групе коју је одспринтао Квинтен Херманс, чиме је освојио први монументални класик у каријери. Побиједио је са просјечном брзином од 41,397 километара на сат, што је било најбрже издање трке у историји.
Крајем маја возио је Тур оф Норвеј, гдје је на првој етапи напао на последњем успону, што је пратио само Тобијас Халанд Јоханесен. Возили су заједно до циља, у спринту је побиједио Евенепул и узео је прву лидерску мајицу. Другу етапу је завршио на 13 мјесту у мањој групи која је дошла на циљ, али је пао на треће мјесто у генералном пласману, секунду иза Јоханесена који је преузео лидерску мајицу захваљујући секундама бонификације за треће мјесто на етапи. На трећој етапи, Чавез је напао на 8 km до циља, што су пратили остали возачи, а затим је Евенепул изашао на чело и појачао темпо, што су пратили само Плап у Џеј Вајн. На 5 km до циља напао је поново, што нико није могао да прати и остварио је соло побједу, 27 секунди испред Вајна, чиме је преузео лидерску мајицу 46 секунди испред Вајна, а Халанд Јоханесен је изгубио минут и 20 секунди и пао је на четврто мјесто у генералном пласману. На петој етапи се у финишу одвојила група од осам возача која је дошла заједно на циљ, гдје је у спринту побиједио Евенепул испред  Халанд Јоханесена, чиме је остварио трећу побједу на трци. На последњој, шестој етапи, није било промјена и освојио је трку 56 секунди испред Вајна, уз освојену класификацију за најбољег младог возача. Два дана касније возио је критеријум трку Гулегем—Керсе, гдје је напао на 10 km до циља и побиједио је минут и 20 секунди испред петочлане групе коју је одспринтао Саша Вермерш. Сезону је наставио на Тур де Свис трци, гдје је прву етапу завршио на 15. мјесту, последњем у првој групи, а побиједио је Стивен Вилијамс који је узео прву лидерску мајицу. На петој етапи, Шахман и Пидкок су напали на спусту са претпоследњег успона, а након што су достигнути, Фуглсанг је напао на 5  до циља и стекао предност. На успону су га достигли Нилсон Паулес, Шахман, Власов и Герент Томас, док Евенепул није могао да их прати и изгубио је преко два минута. Прије почетка шесте етапе неколико возача је морало да напусти трку због ковида 19. У финишу етапе, Томас је напао, што је пратило пет возача, док је Евенепул завршио скоро минут иза, али је са 19 дошао на 15 мјесто у генералном пласману, преко три минута иза Томаса. На седмој етапи, Мартинез је радио на темпо за Томаса и многи возачи су отпали, међу којима и Евенепул, који је завршио минут иза Томаса, а минут и 11 секунди иза Игите који је преузео лидерску мајицу двије секунде испред Томаса. На хронометру на последњој, осмој етапи, побиједио је три секунде испред Томаса и завршио је на 11 мјесту у генералном пласману, преко четири минута иза Томаса, који је захваљујући хронометру освојио трку преко минут испред Игите. Четири дана касније освојио је првенство Белгије у вожњи на хронометар 37 секунди испред Лампара, што му је била прва титула националног првака. Дана 30. јула возио је Класика де Сан Себастијан, гдје је напао на 46 km до циља, на почетку успона Ерлаиц, што је пратио само Сајмон Јејтс, а затим је и он отпао на 2 km до врха успона. Евенепул је до краја повећавао предност и побиједио је минут и 58 секунди испред Сивакова, освојивши трку по други пут.
Крајем августа возио је Вуелта а Еспању по први пут, а истакао је да му је циљ да оствари етапну побједу и да види колико може у борби за генерални пласман. Тим Квик-степ алфа винал је екипни хронометар на отварању завршио на трећем мјесту, 14 секунди иза тима Јумбо—визма. На четвртој етапи, Алафилип је напао при врху последњег успона, Роглич је одмах реаговао и прешао је први преко успона, узевши три секунде бонификације. На спусту је Евенепул возио јаким темпом због чега се група раздвојила, Роглич је напао у последњих 300 метара и побиједио испред Мадса Педерсена, док је Евенепул завршио у групи са истим временом и дошао је на шесто мјесто у генералном пласману, 27 секунди иза Роглича. На шестој етапи, Вајн је напао на првом успону и достигао бјегунце. Сајмон Јејтс је напао на 8,6 km до циља, али су га остали пратили, након чега је Евенепул појачао темпо и возачи су отпадали из групе, укључујући и Јејтса и Роглича. Њега је пратио само Мас, који је такође отпао пред циљ; Евенепул је завршио етапу на другом мјесту, 15 секунди иза Вајна, секунду испред Маса, као и минут и 20 секунди испред групе у којој је био Роглич и преузео је лидерску мајицу. На осмој етапи, Вајн је остварио другу побједу из бијега, док је у главној групи Евенепул возио на темпо што су пратили само Роглич, Мас и Родригез. У финишу је Родригез отпао из прве групе, која је дошла на циљ заједно, 13 секунди испред Родригеза и Јејтса. На деветој етапи, Хуан Ајусо је напао на почетку последњег успона, што су пратили само Евенепул, Роглич и Мас. Роглич је почео да заостаје, након чега је Евенепул напао на 2  до циља, што Мас и Ајусо нису могли да прате и завршио је 30 секунди испред Ајуса, 40 секунди испред Маса и скоро минут испред Роглича, чиме је повећао предност у генералном пласману на минут и 12 секунди испред Маса. На хронометру на десетој етапи побиједио је 47 секунди испред Роглича, чиме је повећао предност у генералном пласману на два минута и 41 секунду испред Роглича, као и на три минута испред Маса. Такође, то му је била прва етапна побједа на некој гранд тур трци, након чега је изјавио да је срећан што је остварио свој сан. На етапи 12, Мас је напао на 2,5  до циља, али су пратили Евенепул, Роглич и Ајусо и завршили су етапу са истим временом, испред других конкурената. На етапи 14, Роглич је напао на последњем успону, на 3,9 km до циља, што нико није могао да прати. Евенепул је након тога отпао од групе у којој су били Мас, Ајусо и Мигел Анхел Лопез, а затим га је престигла група у којој су били Родригез, Алмеида и Тимен Аренсман. Мас и Лопез су достигли Роглича, а након новог напада Мас је отпао, док је Ајусо пао и чекајући на замјену бицикла достигао га је Евенепул. Њих двојица су завршили етапу 48 секунди иза Лопеза и Роглича, као и 20 секунди иза Маса и Родригеза, чиме је Роглич смањио његову предност у генералном пласману на минут и 49 секунди. На етапи 15, Лопез је напао на 10,5 km до циља, а затим је напао и Мас, што Евенепул и Роглич нису пратили. У последњих 600 метара, Роглич је напао, Евенепул није могао да га прати и завршио је 15 секунди иза, као и 36 секунди иза Маса, чиме је његова предност у генералном пласману смањена на минут и 34 секунде испред Роглича и два минута испред Маса. На етапи 16, Роглич је напао на 2,5  до циља, у тренутку када је Евенепул имао механичких проблема. Роглича су пратили Педерсен, Паскал Акерман, Дени ван Попел и Фред Рајт; био је на челу до пред циљ, када је отишао на лијеву страну, а затим се вратио на десну када је Педерсен почео да спринта и сударио се ручкама управљача са Рајтом због чега је пао, али је добио исто вријеме као група у којој је био, док је Евенепул добио исто вријеме као група у којој је био када је имао механичких проблема, осам секунди иза Роглича и његова предност је смањена на минут и 26 секунди испред Роглича. Због повреда које је задобио у паду Роглич је напустио трку и није стартовао етапу 17. Алмеида је напао у финишу и стекао малу предност, Мас је напао у последњем километру, што је Евенепул пратио и завршили су у истом времену, девет секунди иза Алмеиде и секунду испред Ајуса. На етапи 18, Мас је напао на 4  до циља, што је пратио само Евенепул; Мас је радио на челу константно, а на 200 метара до циља достигли су Роберта Хесинка који је био у бијегу, након чега је Евенепул одмах напао и побиједио је двије секунде испред Маса и Хесинка, а захваљујући секундама бонификације повећао је предност у генералном пласману на два минута и седам секунди испред Маса. На етапи 20, Карапаз је био у бијегу, група је у финишу смањила његову предност, а на 3,&  до циља Аренсман је напао, што остали нису пратили. Карапаз је побиједио осам секунди испред Аренсмана, док су на циљу спринтали Ајусо, Мас и Хиндли, који су завршили двије секунде испред Евенепула. Након што је прошао циљ, плакао је јер је освојио Вуелту. Последња, етапа 21, вожена је по равном, није било промјена и освојио је трку два минута и двије секунде испред Маса, уз освојену класификацију за најбољег младог возача скоро пет минута испред Ајуса. Он је тако постао први белгијски побједник неке гранд тур трке након Јохана де Мојнка који је освојио Ђиро д’Италију 1978. Послије побједе био је на свим насловним странама медија у Белгији, а поједини медији су извијестили да су Белгијанци постали луди за њим и да је на свим насловним странама, свим задњим странама, као и на свим странама између њих. Такође га је звао белгијски краљ Филип да му честита.
Недељу дана послије Вуелта а Еспање, учествовао је на Свјетском првенству, гдје је у вожњи на хронометар освојио бронзану медаљу, завршивши на трећем мјесту, девет секунди иза Тобијаса Фоса и седам секунди иза Кинга. На друмској трци, највећи фаворити су били Метју ван дер Пул, Ван Арт и Алафилип, док је Евенепул требало да дијели улогу лидера Белгије са Ван Артом. Француски возачи су напали на 215 km до циља и одвојила се група од 24 возача, међу којима су били Погачар и Ваут ван Арт. Стекли су преко минут предности, али су достигнути послије 35 километара. Квентин Паше је напао на 75 km до циља и одвојила се група од око 30 возача, а након нових напада издвојила се група од 16 возача. Након што је група возила на темпо неко вријеме, напао је на 32 km до циља, што је пратио само Алексеј Луценко, а послије неколико километара отпао је и он. Евенепул је возио сам до циља и побиједио је два минута и 21 секунду испред групе од преко 20 возача коју је одспринтао Кристоф Лапорт. Послије трке изјавио је да је план био да он нападне са велике удаљености, а да Ван Арт остане у групи и спринта за побједу ако њега достигну. Ван Арт је завршио на четвртом мјесту, у спринту за медаљу су га побиједили Лапорт и Мајкл Метјуз, након што су достигли групу од пет возача у последњих 300 метара. Евенепул је постао најмлађи возач послије Ленса Армстронга 1993. који је освојио Свјетско првенство, а постао је и први возач послије Грега Лемонда који је освојио Свјетско првенство и у јуниорској и у сениорској конкуренцији. Такође, постао је четврти возач у историји који је у истој сезони освојио монументални класик, гранд тур трку и Свјетско првенство, након Алфреда Бинде, Меркса и Бернара Иноа, а постао је први возач послије Лемонда 1989. који је освојио неку гранд тур трку и Свјетско првенство у истој сезони. Сезону је завршио у октобру, на класику Бенш—Шимај—Бенш.
Због постигнућа добио је награду за белгијског бициклисту године, Фландријца године, белгијског спортисту године, као и награду Вело д’Ор, за најбољег бициклисту године.

### 2023.
Прије почетка сезоне објављено је да ће возити Ђиро д’Италију 2023. Сезону је почео на Вуелта а Сан Хуан трци у Аргентини, гдје је на петој етапи напао на 9,8 km до циља, стекао је 40 секунди предности, али је достигнут на 7,2  до циља, а одмах затим је напао Лопез, што је пратила мала група возача, али је Евенепул отпао и завршио је минут и девет секунди иза. Трку је завршио на седмом мјесту у генералном пласману, минут и 19 секунди иза Лопеза. Крајем фебруара возио је УАЕ тур, гдје се на првој етапи група раздвојила на преко 100 km до циља, због јаког вјетра. До краја су се многи возачи вратили у групу, али се у финишу одвојила група од 12 возача која је дошла на циљ заједно. У спринту је завршио на осмом мјесту, а такође је узео двије секунде бонификације на пролазном циљу. Судал—Квик-степ је побиједио на екипном хронометру на другој етапи секунду испред тима ЕФ и три секунде испред Инеоса, након чега су Плап из Инеоса и Евенепул имали исто вријеме у генералном пласману, али је Плап преузео лидерску мајицу због боље позиције на првој етапи. На трећој етапи, Ејнер Рубио је напао на 11 km до циља и остварио је соло побједу, док је у групи Евенепул почео први да спринта и завршио је секунду испред осталих возача из групе и преузео је лидерску мајицу седам секунди испред Плапа. На посљедњој, седмој етапи, Адам Јејтс је напао на 6 km до циља, што су пратили Евенепул и Сеп Кус, који је отпао након једног километра. На 3 km до циља отпао је и Евенепул и Јејтс је остварио побједу десет секунди испред Евенепула, који је освојио трку 59 секунди испред Плапа. Сезону је наставио на Вуелта а Каталуњи. Циљ прве етапе био је на благом успону; на циљ је дошла група од 25 возача, у спринту је завршио на другом мјесту, иза Роглича. Циљ друге етапе био је на успону Валтер 2000. На 6,4 km до циља, Чавез је напао и стекао је 33 секунде предности, док је Џек Хејг радио на челу у групи. На 2 km до циља, Ланда је напао из групе, што су пратили Евенепул и Роглич, а затим их је достигао и Чиконе. Ланда је отпао, а Чиконе, Роглич и Евенепул су достигли Чавеза на 600 метара до циља; Чавез није могао да их прати и у спринту је побиједио Чиконе испред Роглича и Евенепула. Остао је на другом мјесту у генералном пласману, шест секунди иза Роглича, са истим временом као Чиконе. На трећој етапи, напао је на 5 km до циља, што је пратио само Роглич. Њих двојица су возили заједно до пред циљ, када је Евенепул напао и побиједио двије секунде испред Роглича, чиме су се изједначили у генералном пласману, али је Роглич остао лидер због бољих позиција на етапама. На петој етапи, Евенепул је напао на посљедњем успону, што су пратили Роглич и Марк Солер. У последњем километру достигао их је Алмеида, који је одмах напао, али су га Роглич и Евенепул достигли спринтајући до њега. Роглич је напао про врху и побиједио је шест секунди испред Евенепула, чиме је стекао десет секунди предности у генералном пласману. На посљедњој, седмој етапи, Евенепул је напао на 28  до циља, што су пратили само Роглич и Солер, који је отпао на успону Монжуик. Њих двојица су радили заједно и повећавали предност испред групе, а у спринту је побиједио Евенепул и трку је завршио на другом мјесту у генералном пласману, шест секунди иза Роглича.
Дана 23. априла возио је Лијеж—Бастоњ—Лијеж, гдје се очекивао дуел њега и Погачара, али је Погачар пао на 84 km до циља и морао је да напусти трку. Евенепул је напао на успону Коте де ла Редут, што је пратио само Пидкок, али је и он отпао након што је Евенепул напао на мањем успону Коте де Форж на 30 km до циља. До краја је повећавао предност и побиједио је минут и шест секунди испред Пидкока, освојивши класик други пут заредом, на другом учешћу. У мају је возио Ђиро д’Италију, гдје је био један од највећих фаворита, поред Роглича и Томаса. Побиједио је на хронометру на отварању 22 секунде испред Гане, док је Роглич завршио 43 секунде иза, а Томас 55, чиме је узео прву розе мајицу на трци и прву у каријери. На трећој етапи, побиједио је Роглича у спринту за секунде бонификације на пролазном циљу, о чему је Дани Лојд рекао да је то била ментална борба и да није хтио да изгуби тај спринт иако је добио само секунду испред Роглича. На четвртој етапи, Андреас Лекнесунд је преузео лидерску мајицу из бијега, а Евенепул је пао на друго мјесто, 28 секунди иза. На петој етапи је учествовао у великом паду који је изазвао пас који је претрчао улицу на 152 km до циља , али је брзо наставио да вози, након чега је у последња два километра поново учествовао у паду. Завршио је преко четири минута иза групе, али је добио исто вријеме јер је пад био унутар последња три километра. На седмој етапи је Давиде Баис побиједио из бијега, док је Евенепул напао у финишу, али је већина возача из групе пратила и завршили су у истом времену. На осмој етапи, Роглич је напао на 2,2  до циља, што првобитно нико није могао да прати, а затим су га на темпо достигли Томас и Тео Гејган Харт, док је Евенепул отпао и завршио је 14 секунди иза, као и 20 секунди испред Лекнесунда и смањио је заостатак на осам секунди у генералном пласману. На хронометру на деветој етапи, побиједио је секунду испред Томаса и преузео је розе мајицу 45 секунди испред Томаса и 47 секунди испред Роглича. Током дана одмора послије девте етапе напустио је трку јер је био позитиван на ковид 19. У јуну је возио Тур де Свис, гдје је хронометар на отварању завршио на другом мјесту, шест секунди иза Кинга. На трећој етапи, напао је на 6,4 km до циља, што су пратили Матијас Скјелмосе и Феликс Гал. Гал је напао на 2,2  до циља, што је пратио Скјелмосе, док је Евенепул отпао; престигао га је и Ајусо, а затим га је достигла већа група, у којој је завршио етапу, 21 секунду иза Скјелмосеа. На четвртој етапи, Микел Шерел је радио на темпо за Гала и одвојили су се од групе на 20,5 km до циља, након чега је Гал наставио да вози сам. Евенепул је отпадао од групе више пута, али се враћао, а затим је напао у последњих 500 метара и завршио је на другом мјесту, минут и двије секунде иза Гала, а секунду испред Скјелмосеа и пао је на треће мјесто у генералном пласману, 16 секунди иза Гала. На петој етапи, Гал је напао на 15,6 km до циља, након што су се склонили његови сувозачи са чела групе, што је пратило неколико возача. На 13,8 km до циља, Ајусо је напао, што није нико пратио. Билбао, Гал и Вилко Келдерман су радили у другој групи, док је Евенепул отпао од њих, а затим је отпао и од још једне групе и завршио је на десетом мјесту, минут и 20 секунди иза Ајуса, као и преко 20 секунди иза осталих конкурената и пао је на четврто мјесто у генералном пласману, 46 секунди иза Скјелмосеа који је преузео лидерску мајицу. Током етапе је Ђино Медер пао на спусту, а јутро прије почетка шесте етапе преминуо је у болници, због чега је на шестој етапи вожено само последњих 20 километара руте како би му се одала почаст. На седмој етапи се вријеме за генерални пласман рачунало на 25  до циља, до кад је група била заједно, а на 17,5 km до циља Евенепул је напао и остварио соло побједу, скоро минут испред првих пратилаца, посветивши побједу Медеру. Хронометар на последњој, осмој етапи, завршио је на другом мјесту, осам секунди иза Ајуса и трку је завршио на трећем мјесту у генералном пласману, 45 секунди иза Скјелмосеа.
Крајем јуна, завршио је национално првенство у вожњи на хронометар на четвртом мјесту, минут и 20 секунди иза Ван Арта, након што је пао током руте. Три дана касније возио је друмску трку на првенству Белгије, гдје је напао у финишу са Алеком Сегертом а затим га је побиједио у спринту и по први пут је освојио национално првенство у друмској вожњи. Дана 29. јула возио је Класик Сан Себастијан, гдје је напао на 70 km до циља, што су пратили Билбао, Игита и Алберто Бетиол. Достигли су бјегунце, а на успону Мендизороц су отпали Барде, Бетиол и Натан ван Хојдонк, након чега су Евенепул, Билбао и Власов возили до циља, а на 500 метара до циља Власов је отпао. Евенепул је нападао неколико пута, Билбао је пратио и у спринту је Евенепул побиједио, чиме се изједначио са Марином Лехаретом као један од рекордера са по три побједе. Дана 6. августа возио је друмску трку на Свјетском првенству, гдје је био један од највећих фаворита, поред Ван Арта, Ван дер Пула, Погачара и Педерсена. Отпао је на 100 km до циља након што је Ван дер Пул напао, али су се до њега вратили други возачи из Белгије како би му помогли да се врати у групу, што је успио на 86 km до циља и у првој групи била су 24 возача. Нападао је неколико пута у шестом кругу, али није могао да се одвоји, након чега је Бетиол напао на 55 km и стекао је 30 секунди предности. На 42 km до циља је отпао усљед јаког темпа и био је у групи која је заостајала седам секунди иза петорице возача. Убрзо је отпао и од друге групе и на два круга до краја, на 28 km до циља, био је у групи која је заостајала минут и по иза Бетиола и минут иза групе у којој су били Ван Арт, Ван дер Пул, Погачар и Педерсен. До краја се његов заостатак повећавао и завршио је на 25 мјесту, преко десет минута иза Ван дер Пула који је напао на 27 km до циља и остварио соло побједу. Пет дана касније, освојио је Свјетско првенство у вожњи на хронометар, 12 секунди испред Гане, чиме је постао први белгијски побједник и најмлађи возач икада који је освојио Свјетско првенство у вожњи на хронометар. Такође, постао је други возач у историји који је током каријере освојио Свјетско првенство и у друмској и у вожњи на хронометар, послије Абрахама Олана.
Крајем августа стартовао је Вуелта а Еспању, гдје је тим Судал—Квик-степ екипни хронометар на отварању завршио на четвртом мјесту, шест секунди иза тима ДСМ—фирмениш. Након етапе био је љут, истичући да је рута коју су возили по ноћи и по киши била опасна, да им је вода ишла у лице и да су једва видјели пут испред себе, изјавивши да бициклисти нису мајмуни у циркусу. На трећој етапи, Ајусо је напао на последњем успону, а затим Кус и одвојила се група од 15 возача. Евенепул је почео да спринта у последњих 300 метара, направио је предност испред групе и побиједио је секунду испред Вингегора, а затим је одмах послије циља ударио у соњијера коме је било дозвољено да стоји близу циља и пао је, због чега му је глава била крвава. Побједом је преузео лидерску мајицу, пет секунди испред Маса. На шестој етапи, Роглич је напао на 3 km до циља, што су пратили Вингегор и Мас, док је Евенепул отпао, а од њега су затим отишли и Ајусо, Алмеида и Сијен Ојтебрукс и завршио је 32 секунде иза Роглича и Вингегора, у односу на које је задржао пет секунди предности, али су бјегунци завршили преко три минута испред и пао је на девето мјесто у генералном пласману, скоро три минута иза Ленија Мартинеза и Куса. На осмој етапи, Кус је напао на последњем успону, на 5 km до циља, Евенепул је радио на темпо у групи иза њега, у којој је остало пет возача. Кус је достигнут до краја успона, након чега је Евенепул возио на челу на спусту, почео је први да спринта, али га је Роглич достигао и побиједио, а у истом времену са њима завршио је и Ајусо, док су осталих пет возача завршили двије секунде иза. Надокнадио је вријеме у односу на друге возаче и дошао је на шесто мјесто у генералном пласману, два и по минута иза Куса који је преузео лидерску мајицу. На деветој етапи, на 78 km до циља група се раздвојила због вјетра, у првој групи су остала 22 возача, али су се групе спојиле на око 50  до циља. На 20 km до циља, организатори су објавили да ће се времена за генерални пласман рачунати на 2,6 km до циља због лошег времена на циљу, али су послије десет километара објавили да ће се времена за генерални пласман рачунати на 2,050 km до циља. Из групе су напали Алмеида и Власов на 3 km до циља и стекли су предност. Роглич је напао 500 метара до циља за генерални пласман, што су пратили Евенепул и Вингегор и завршили су заједно, десет секунди испред Куса. Хронометар на десетој етапи завршио је на другом мјесту, 16 секунди иза Гане, али 20 секунди испред Роглича, минут испред Вингегора и минут и десет секунди испред Куса, захваљујући чему је дошао на треће мјесто у генералном пласману, минут и девет секунди иза Куса. На етапи 13, при врху успона Кол д’Обиск, на 87,5 km до циља почео је да пропада кроз групу, а затим је и отпао од ње. Сувозачи су се вратили до ње како би радили на темпо, али је послије два километра имао заостатак преко минут иза групе. Његов заостатак се само повећавао преко два последња успона и завршио је 27 минута иза групе, због чега је пао на 19 мјесто у генералном пласману. Послије етапе изјавио је да му је жао. На етапи 14 отишао је у бијег заједно са још возача, пред први успон је убрзао како би узео максимални број бодова, што је пратио само Барде и направили су предност испред осталих на 90,5 km до циља. У наставку су радили заједно, Евенепул је прешао први преко наредна два успона, а затим је напао на последњем успону, на 4 km до циља, што Барде није могао да прати и остварио је соло побједу, минут и 12 секунди испред Бардеа, а преко шест минута испред главне групе и дошао је на 15 мјесто у генералном пласману. Такође, преузео је тачкасту мајицу за лидера брдске класификације 24 поена испред Мајкла Сторера. Послије етапе Барде је изјавио да је знао да Евенепул жели да оствари побједу у стилу Едија Меркса, нападом са велике удаљености. На етапи 15, поново је отишао у бијег који је оформљен одмах на почетку етапе, али је тим Јумбо—визма радио на челу главне групе и бијег је достигнут на 86 km до циља, након чега је напао Руи Коста, што је одмах пратио Евенепул, а затим им се придружило још возача у бијегу. Коста и Сантијаго Буитраго су напали на 10 km до циља, затим их је достигао Ленард Кемна, док Евенепул није могао да их прати. У последњем километру њих тројица су успорили јер ниједан није хтио да ради на челу, због чега је група у којој је Евенепул био смањила заостатак са 30 на пет секунди, али нису могли да их достигну; Коста је побиједио у спринту, а Евенепул је завршио на четвртом мјесту, двије секунде иза, одспринтавши групу у којој је био. На етапи 17 је поново отишао у бијег заједно са још возача. Возио је јако  на темпо и пратили су га једино његов сувозач Матија Катанео и Лоренцо Германи. На првом успону, на око 50  до циља, Германи је отпао, док је Катанео отпао на другом успону, на око 20  до циља. У главној групи је тим Јумбо—визма радио на челу и достигли су га на последњем успону, Алто де Англиру, на 6 km до циља; није могао да прати темпо групе и завршио је осам минута иза. На етапи 18 је поново отишао у бијег, прешао је први преко прва два успона чиме је осигурао побједу у брдској класификацији. Напао је на 4 km до циља, што нико није могао да прати и побиједио је скоро пет минута испред Каруза, остваривши трећу етапну побједу. На етапи 20 је отишао у бијег у групи од 31 возача. Ваут Пулс је напао на последњем успону, Ленерт ван Етвелт је пратио, а у последњем километру успона их је достигао и Солер. Евенепул је био иза, а након што је достигао Пелаја Санчеза на спусту Пулс је напао у првој групи. Евенепул и Санчез су достигли прву групу и у спринту је завршио на другом мјесту, иза Пулса. На последњој, етапи 21, завршио је на осмом мјесту у групном спринту и трку је завршио на 12 мјесту у генералном пласману, преко 16 минута иза Куса, уз освојене брдску и класификацију за најагресивнијег возача, а у класификацији по поенима завршио је на другом мјесту, 80 поена иза Кејдена Гроувса.
Дана 7. октобра возио је Ђиро ди Ломбардију, гдје се на успону Пасо ди Ганија, на 30 km до циља, одвојила група од седам возача, што Евенепул није могао да прати и завршио је минут и 26 секунди иза Погачара који је остварио соло побједу. Сезону је завршио на Хроно дес нејшон трци на хронометар, гдје је завршио на другом мјесту, 13 секунди иза Џоша Тарлинга.

### 2024.
Пред почетак сезоне 2024. објавио је да ће возити Тур де Франс по први пут у каријери. Сезону је почео на Фигеира чемпионс класику у фебруару, гдје је напао на 53 km до циља и остварио је соло побједу, минут и 48 секунди испред групе коју је одспринтао Вито Брат. Четири дана касније стартовао је Волта ао Алгарве трку, гдје је на другој етапи тим Судал—Квик-степ радио на челу; Ланда је изашао на чело на 2 km до циља и остала је мала група. Евенепул је напао на 300 метара до циља, што је пратио само Мартинез, који је возио поред њега а затим прешао испред и побиједио у спринту. На хронометру на четвртој етапи побиједио је 16 секунди испред Шефилда и преузео је лидерску мајицу 47 секунди испред Мартинеза. На последњој, петој етапи, Игита је радио на челу за Мартинеза на последњем успону, а када се он склонио, Мартинез је напао на 2  до циља, што је пратио само Евенепул. Они су возили један поред другога, нису хтјели да раде заједно и достигла их је група од пет возача, након чега је Кристијан Скарони одмах напао, на шта су одмах реаговали Мартинез и Евенепул. Остали возачи су их достигли, а затим је Кус напао, што је прво пратио Пидкок, а њега је пратила група од пет возача. Возили су заједно до последњих 300 метара, када је напао Евенепул и стекао малу предност, али га је Мартинез достигао и побиједио у спринту. Освојио је трку 43 секунде испред Мартинеза, чиме се изједначио са Белмиром Силвом са по три побједе. У марту је возио Париз—Ницу по први пут. Екипни хронометар на трећој етапи тим Судал—Квик-степ завршио је на четвртом мјесту, 13 секунди иза тима УАЕ тим емирејтс. На четвртој етапи, Буитраго је побиједио из бијега, а Плап завршио на другом мјесту. Евенепул је напао из главне групе на 300 метара до циља, што су пратили остали возачи, а након што је напао поново на 150 метара до циља пратио га је само Скјелмосе, који га је одспринтао и узео му четири секунде бонификације. Завршио је 37 секунди иза Буитрага, а двије секунде испред друге групе и дошао је на пето мјесто у генералном пласману, 30 секунди иза Плапа. На петој етапи, Роглич је напао на 30  до циља, што је пратио Макналти, а затим су их достигли и остали возачи. Јоргенсен је напао на 29,5 km до циља и стекао 15 секунди предности до врха успона. Евенепул је напао на спусту, што је пратио Скјелмосе, а затим убрзао и отишао од њега; придружио му се Макналти и заједно су стигли до Јоргенсена, док је Евенепул остао у другој групи. До краја је водећа тројка само повећавала предност, Евенепул је напао у финишу и завршио секунду испред групе, а 52 секунде иза прве тројице возача и остао је на петом мјесту у генералном пласману, минут и три секунде иза Макналтија. На седмој етапи, Власов је напао на 4  до циља, што нико није пратио. Евенепул је напао на 1,9 km до циља, што су пратили Роглич, Скјелмосе, Буитраго и Јоргенсен; у спринту је завршио на другом мјесту, осам секунди иза Власова и дошао је на четврто мјесто у генералном пласману, 36 секунди иза Макналтија. На последњој, осмој етапи, напао је на 45,9 km до циља, на шта је први реаговао Скјелмосе, а затим Јоргенсен и Макналти, али су сви достигнути. На 43,6 km до циља поново је напао, што су пратили Јоргенсен и Власов, а послије 15 километара стекли су минут предности испред групе. На 10,5  до циља, Власов је отпао, Евенепул и Јоргенсен су радили заједно до циља, Јоргенсен није хтио да се бори за етапну побједу јер је са предношћу коју су направили освојио трку и Евенепул је побиједио на етапи, а у генералном пласману је завршио на другом мјесту, 30 секунди иза Јоргенсена, уз освојене брдску и класификацију по поенима. Послије трке изјавио је да има простора за даљи раст и напредак.
Почетком априла возио је Вуелту ал Паис Баско, на којој су возили такође Вингегор и Роглич. Хронометар на првој етапи завршио је на четвртом мјесту, 11 секунди иза Роглича, као и четири секунде иза Вајна и секунду иза Скјелмосеа. На четвртој етапи, учествовао је у великом паду на спусту, на 35,9 km до циља, у којем су учествовали и Роглич и Вингегор. Могао је да устане и оде сам до амбулантног возила, гдје му је пружена помоћ, а затим је превезен у болницу. Сломио је кључну кост и лопатицу и оперисан је 6. априла, док је дан касније отпуштен из болнице. Крајем априла почео је да тренира у затвореном, а затим и на отвореном, док је са тренингом на успонима почео 8. маја. У јуну је возио Критеријум ди Дофине, гдје је дебитовао, а то му је такође била прва трка послије два мјесеца. На хронометру на четвртој етапи побиједио је 17 секунди испред Тарлинга, као и 39 секунди испред Роглича и преузео је лидерску мајицу 33 секунде испред Роглича. Пета етапа је неутралисана на 20  до циља због великог пада у групи на спусту који је вожен по мокрим и клизавим улицама након што је киша падала. На шестој етапи, након неколико напада у групи, отпао је на 3 km до циља. Ланда је радио за њега, али је Власов радио за Роглича у првој групи и предност се повећавала. На 300 метара до циља Роглич је напао и побиједио на етапи, док је Евенепул завршио на осмом мјесту, 52 секунде иза и пао је на друго мјесто у генералном пласману, 19 секунди иза Роглича. На седмој етапи, на последњем успону, док је Хиндли радио на челу групе отпао је на 6,7 km до циља; завршио је скоро два минута иза Роглича и пао је на шесто мјесто у генералном пласману. На последњој, осмој етапи, Лауренс де Плус је изашао на чело групе на 5 km до циља, Евенепул није могао да прати темпо и отпао је. Након што су Карлос Родригез и Јоргенсен напали на спусту, Роглич је такође отпао, Евенепул је смањивао заостатак иза њега, али га није достигао како би радили заједно на последњем успону. Завршио је на осмом мјесту, 58 секунди иза Родригеза и Јоргенсена и завршио је на седмом мјесту у генералном пласману, два минута и 25 секунди иза Роглича који је освојио трку осам секунди испред Јоргенсена.
У јулу је возио Тур де Франс по први пут, а његов деби био је најишчекиванији од 2008. када је требало да дебитује Анди Шлек. Био је један од највећих фаворита поред Погачара, Вингегора и Роглича, а медији су њих четворицу назвали „велика четворка“. Погачар је у мају освојио Ђиро д’Италију, а Евенепул је изјавио да ако постоји неки возач који може да освоји Ђиро и Тур у истој сезони, да је то Погачар. Тур је по први пут у историји стартовао у Италији, гдје су вожене прве три етапе. На првој етапи, на којој је вожено неколико успона, завршио је на осмом мјесту у спринту, након што је група дошла на циљ пет секунди иза Бардеа и Френка ван дер Брука. На другој етапи, први врху успона Коте де Сан Лука, на 10,8 km до циља Роглич је отпао, а одмах затим је напао Погачар, што је пратио само Вингегор. Евенепул и Карапаз су радили заједно иза њих и достигли су их у последња два километра, чиме су етапу завршили заједно, 20 секунди испред осталих фаворита и дошао је на друго мјесто у генералном пласману, са истим временом као Погачар, Вингегор и Карапаз, али је Погачар узео жуту мајицу због боље позиције на првој етапи. На четвртој етапи вожен је успон Кол ди Галибије, дуг 23 km са просјечним нагибом од 5,1%, а са врха успона вожен је спуст последњих 19 km до циља. Сиваков и Адам Јејтс су радили за Погачара на успону и фаворити су отпадали један по један, укључујући Сајмона Јејтса и Карапаза, док је и Роглич почео да пропада кроз групу. Погачар је напао на 800 метара до врха успона, што је пратио Вингегор, а за њима је кренуо и Евенепул, који је већ послије 300 метара заостајао десет секунди. Вингегор је отпао на 500 метара до врха успона, а након што су прешли преко брдског циља, Вингегор је заостајао 11, а Евенепул 17 секунди. На спусту је Евенепул возио спорије, заостатак у односу на Погачара се повећао на 35 секунди, као и 20 секунди у односу на Вингегора, а достигла га је и група у којој су били Ајусо, Роглич и Родригез. У последња четири километра достигли су Вингегора и у спринту је завршио на другом мјесту, 35 секунди иза Погачара, а заједно са њим завршили су Ајусо и Роглич, док су Вингегор и Родригез завршили двије секунде иза. Прескочио је Карапаза у генералном пласману и вратио се на друго мјесто, 45 секунди иза Погачара, а пет секунди испред Вингегора. На хронометру на седмој етапи побиједио је 12 секунди испред Погачара, 34 секунде испред Роглича и 37 испред Вингегора, што му је била прва побједа на Тур де Франсу у каријери, а са њом је такође остварио побједу на све три гранд тур трке. Смањио је заостатак у генералном пласману на 33 секунде иза Погачара и повећао је предност на 40 секунди испред трећепласираног Вингегора и минут испред Роглича. На деветој етапи, на којој су вожене секције калдрме, нападао је више пута заједно са Погачарем, Вингегор је увијек пратио, али није хтио да изађе да ради на темпо, због чега га је Евенепул критиковао изјавивши да понекад треба да има храбрости да би се тркао. На етапи 11, Погачар је напао на 31,5 km до циља, што нико није пратио; Роглич и Вингегор су радили иза њега, док Евенепул није могао да их прати и отпао је. Вингегор је напао на успону на 17 km до циља и отишао од Роглича, којег је затим достигао Евенепул; радили су заједно до циља и завршио је на трећем мјесту, 25 секунди иза Вингегора и Погачара, а у генералном пласману је остао на другом мјесту, минут и шест секунди иза Погачара, а осам секунди испред Вингегора. Роглич је због пада напустио трку прије почетка етапе 13, а Ајусо је напустио током етапе 13 због болести и Евенепул је у борби за подијум имао предност од преко три минута испред четвртопласираног Алмеиде. На етапи 14, Адам Јејтс је напао на 7,2  до циља, а затим је Погачар напао на 4,6 km до циља; за њим су кренули Вингегор и Родригез, а затим и Евенепул, али нису могли да стигну до њега. Родригез је отпао први, а на 3,7 km до циља, Евенепул је отпао од Вингегора; завршио је етапу на трећем мјесту, минут и десет секунди иза Погачара, као и 30 секунди иза Вингегора и пао је на треће мјесто у генералном пласману, два минута и 20 секунди иза Погачара и 25 секунди иза Вингегора. Етапа 15 је била краљевска етапа, циљ је био на успону екстра категорије Плато де Беј, дугом 15,8 km, са просјечним нагибом од 7,9%. На 10,5  до циља Вингегор је напао, што је пратио само Погачар, а Евенепул је возио на темпо иза њих. Његов заостатак се повећао на преко минут на 5,4 km до циља, када је Погачар напао и отишао од Вингегора. До краја се његов заостатак само повећавао и завршио је на трећем мјесту, два минута и 50 секунди иза Погачара, као и минут и 40 секунди иза Вингегора, након чега је у генералном пласману заостајао пет минута и 20 секунди иза Погачара и два минута иза Вингегора. Погачар је срушио рекорд Марка Пантанија на успону, а од њега су такође били бржи Вингегор и Евенепул, о чему је Евенепул изјавио да је Погачарева вожња била нешто најбоље у бициклизму икада, али да је поносан што је и он био бржи од Пантанија. На етапи 17, Погачар је напао на 5  до циља, што је пратио Вингегор, а послије 300 метара достигао их је и Евенепул. Погачар је поново напао на 4,4  до циља, Вингегор није могао да прати, због чега је Евенепул изашао испред њега, појачао темпо и стекао малу предност, али га је Вингегор достигао на спусту. Њих двојица су достигли Кристофа Лапорта из бијега, који је узео да ради на челу за Вингегора и достигли су Погачара на 2 km до циља. Евенепул је напао на 1,5  до циља, што је спојио Лапорт, а након што је поново напао, Вингегор и Погачар нису реаговали већ су гледали један другога и стекао је предност. Достигао је сувозача Јана Хирта, који је радио за њега неко вријеме, а затим је отпао; завршио је десет секунди испред Погачара и 12 секунди испред Вингегора. На етапи 19, Погачар је напао на последњем успону, на 8,7 km до циља, Евенепул и Вингегор су били близу, али је њихов заостатак почео да се повећава и послије два километра заостајали су око минут. Евенепул је радио на челу цијело вријеме, а затим је напао на 4,4  до циља, што је Вингегор пратио. Евенепул је радио до краја, Вингегор је само возио иза њега и завршили су минут и 42 секунде иза Погачара. Послије етапе Вингегор га је потапшао по руци у знак захвалности, а Евенепул је изјавио да му не смета што је Вингегор возио иза њега и није хтио да допринесе повећању темпа. На етапи 20 је тим Судал—Квик-степ радио на челу, а након што је Ланда изашао на чело у групи је остало седам возача на 8 km до циља. Када се Ланда склонио са чела, напао је на 7 km до циља, што су пратили Вингегор и Погачар. На 4,7 km  до циља је поново напао, што је опет први кренуо да достиже Вингегор, а Погачар је само пратио. Након што су га достигли, Вингегор је одмах напао, што је пратио Погачар, а Евенепул је отпао. До краја се његов заостатак повећавао и завршио је на четвртом мјесту, 53 секунде иза Погачара који је напао у финишу и побиједио седам секунди испред Вингегора. Брдски хронометар на последњој, етапи 21, завршио је на другом мјесту, минут иза Погачара и Тур де Франс је завршио на трећем мјесту у генералном пласману, девет минута иза Погачара, уз освојену класификацију за најбољег младог возача.
Дана 27. јула, шест дана послије Тур де Франса, возио је хронометар на Олимпијским играма, гдје је побиједио 14 секунди испред Гане и освојио златну медаљу. Изјавио је да му је то један од најљепших тренутака у животу. Недељу дана касније возио је друмску трку која је била дуга 273 километра и то је била најдужа рута на Олимпијским играма у историји, као и најдужа трка коју је возио у каријери. На 72 km до циља , на успону Коте де Бевре, напао је први пут, али је група пратила, након чега је напао на успону Коте ди Пав де Гарде, на 67 km до циља, што су пратили Јоргенсон и Бетиол, док је Кинг радио на челу групе и достигли су га. Полит је напао на 57 km до циља, што је пратило још пет возача; Евенепул и Стојвен су предводили групу до њих, али су успорили и возачи испред су стекли 25 секунди предности. Њихова предност се повећала на минут, након чега су у групи почели да раде Бенот и Скјелмосе. Ван дер Пул је напао на секцији калдрме на 46 km до циља, што је пратио само Ван Арт, а на спусту су их достигли Алафилип, Скујинш и Јоргенсон. Педерсен је затим напао из групе, што је прво пратио Пидкок, а онда и остали, а након што су се групе спојиле, Евенепул је напао на 38 km до циља, што нико није могао да прати. Брзо је достигао бјегунце, који су заостајали 30 секунди иза Хилија и одмах је почео да ради на челу групе. Нико га није мијењао, а на 33 km до циља су достигли Хилија, док су из групе отпала четири возача. Брзо су отпали и остали возачи и на 26 km до циља са њим је остао само Валентен Мадуа, који је одбио да изађе на чело и ради, након чега је Евенепул напао на 15 km до циља и отишао од њега. Константно је повећавао предност, а на 4,5 km до циља му се пробушила гума, због чега је стајао и викао пут тимског аутомобила да пожуре како би му дали нови бицикл. Након што је узео други бицикл, наставио је да вози истим темпом до циља и освојио је златну медаљу, побиједивши преко минут испред Мадуе. Он је постао први бициклиста у историји који је освојио златну медаљу на Олимпијским играма и у друмској и у вожњи на хронометар. Почетком септембра возио је Тур оф Бритејн трку. На првој етапи, он и Алафилип су спроводили Пола Мањијеа за спринт, након чега је успорио и завршио у групи, а Мањије је побиједио. На другој етапи, на којој је вожено неколико кратких стрмих успона, одвојила се група на око 60 km до циља, која је достигла бјегунце, након чега се одвојила још једна група у којој су били Алафилип и Евенепул, који су достигли водеће, а затим је Евенепул возио јако на темпо и на челу је остало девет возача. Евенепул је радио на достизању свих напада, а када је Вилијамс напао на 5  до циља, Алафилип је пратио, затим и Оскар Онли. Евенепул је остао у групи иза и завршио је на петом мјесту, 20 секунди иза водеће тројице, гдје је Вилијамс побиједио у спринту. На трећој етапи је отпао на 20  до циља и завршио је преко два минута иза групе коју је одспринтао Вилијамс. Послије етапе је изјавио да је то био велики шок за његово тијело и да је патио од хладноће на десет степени, након што је провео мјесец дана у Шпанији на температурама од по 40 степени. До краја је губио вријеме и завршио је на 28 мјесту, шест и по минута иза Вилијамса.
Дана 22. септембра возио је Свјетско првенство у вожњи на хронометар, гдје је био највећи фаворит. Стартовао је последњи као актуелни свјетски шампион, а док је био на стартној рампи имао је проблема са ланцем, донијели су му резервни бицикл, али је успио да направи свој 25 секунди прије старта. Био је најбржи на свим пролазним циљевима и освојио је првенство другу годину заредом, шест секунди испред Гане, чиме је постао први возач у историји који је освојио хронометар на Олимпијским играма и Свјетском првенству исте године. Послије побједе изјавио је да му је то био најтежи хронометар у животу, да му се компјутер покварио од самог почетка, када је имао проблема са ланцем и да је читаву руту морао да вози без података. Он је истакао да се обично труди да остане близу просјечне потрошње снаге од 400 вати, али да се без података фокусирао на то да вози на највећем преносу што дуже може и да одржава брзину, као и да би сигурно ишао брже да је имао податке. Недељу дана касније возио је друмску трку на Свјетском првенству, на којој није возио Ван Арт због пада на Вуелта а Еспањи, о чему је изјавио да је то велики губитак, јер би имали више опција. Био је један од највећих фаворита за побједу, заједно са Погачарем, а изјавио је да неће склапати договоре са Холандијом коју је предводио Ван дер Пул или са другим тимовима у борби против Погачара. На 132 km до циља је напао Пабло Кастриљо, на шта су реаговали Словенци, а затим је напало још возача и одвојила се група од десет возача, који су достигли групу од шест бјегунаца и стекли су три минута предности испред главне групе. На 100 km до циља Погачар је напао, што су пратили Квин Симонс и Андреа Бађиоли. Симонс је отпао брзо, након чега је отпао и Бађиоли, док је из бијега успорио Тратник, који је чекао Погачара а затим возио на темпо и брзо су достигли бјегунце и стекли минут предности испред групе. Белгијанци су радили на челу групе и предност је смањена на 35 секунди док су радили Кампенартс и Веленс. Након што су они отпали, предност се поново повећала на 50 секунди, а на челу трке су остали само Погачар и Сиваков. Након што су отпали Бенот и Ван Гилс, није остао нико од Белгијанаца да ради у групи, многи возачи су нападали, али нико није могао да се одвоји и у групи је остало 17 возача. Ван дер Пул је напао на 63 km до циља, а Евенепул се повукао иза како би приморао друге возаче да раде на достизању. Јоргенсон је затим изашао на чело, а након што су достигли Ван дер Пула, одвојили су се Хили, Скујинш и Онли, који су стекли 20 секунди предности. Ван дер Пул је напао поново, што су пратили Кевин Вермарке, Јоханесен и Фредерик Вандал, док је Евенепул у групи фрустрирано показивао другима да они раде а затим напао кад нико није хтио да изађе на чело. Пратио га је Јоргенсон, али није ни он хтио да пролази на чело и допринесе раду због чега је Евенепул поново успорио и гестикулирао рукама. Погачар је напао на 51  до циља и отишао од Сивакова, док је Ван дер Пул напао из своје групе и достигао Онлија, а Евенепул је напао из групе иза, али није могао да се одвоји. Сиваков, Вермарке, Јоханесен и Вандал су отпали, а послије нових напада на успону достигли су Ван дер Пула и Онлија и у групи је било 12 возача, али поново нико није хтио да ради и њихов заостатак се повећао на минут и по. На успону Цирихбергстрате у последњем кругу, Ирши је напао, што нико није пратио, а на 20  до циља је Мас напао и достигао Иршија. Евенепул је напао следећи, што је пратио Ван дер Пул, а затим их је достигао и Бен о Конор. Ирши и Мас су достигли Хилија и Сивакова, а затим су њих достигли Евенепул, Ван дер Пул и О Конор и у групи иза Погачара је било седам возача на 16 km до циља, а смањили су заостатак на 40 секунди. Они нису радили сложно и њихов заостатак се поново повећао, а у последњих пет километара су нападали Ирши, Скујинш и Хили, али су остали пратили. У последњем километру је О Конор напао, што нико није пратио и стекао је предност. Погачар је побиједио, О Конор је завршио на другом мјесту, 34 секунде иза, док је група дошла на циљ 58 секунди иза Погачара, гдје је у спринту за бронзану медаљу побиједио Ван дер Пул испред Скујинша, а Евенепул је завршио на петом мјесту. Послије првенства изјавио је да је када је Погачар напао мислио да је то самоубиство и да ће га достићи, због чега није хтио да прати, истичући да би свако нормалан сматрао да је 100 километара превише али да Погачар ове сезоне није нормалан. Сезону је наставио на класицима у Италији, возећи 5. октобра возио Ђиро дел’Емилију, гдје је напао на 37 km до циља, на првом прелазу преко успона Сан Лука, а Погачар је предводио остале до њега, а затим и сам напао. Погачара је у почетку пратио само Јоргенсон али је и он брзо отпао, док је Евенепул возио у групи а затим је напустио трку на 25 km до циља. Касније је објављено да је напустио због остатака крхотина који су му упали у око. Два дана касније возио је Копа Берноки, гдје су у бијег отишла петорица возача на почетку етапе, након чега је Евенепул напао из групе на 80 km до циља, на четвртом прелазу преко успона Пиколо Стелвио, што је пратио његов сувозач Маури Вансевенант, а затим су их достигли Ирши и Сиваков. Стекли су скоро 50 секунди предности, али је тим Ред бул—Бора—ханзгро радио на челу и достигли су их на 60 km до циља. По достизању је напао Роџер Адриа, што су пратили Паулес, Боден и Сиваков и достигли су бјегунце на 27 km до циља, док возачи у групи нису радили организовано и њихов заостатак се повећавао. Завршио је на 53 мјесту, у групи која је дошла на циљ минут и по иза прве групе у којој је Стан ван Трихт побиједио у спринту. Дан касније возио је Тре вали Варезине, али је трка прекинута послије 57,9 km, због велике кише и поплава. Дана 12. октобра возио је Ђиро ди Ломбардију, о чему је изјавио да ће бити успјех ако само стигне до циља у Комоу. Након што су Мајка, Адам Јејтс и Сиваков завршили са радом на челу групе, Погачар је напао на успону Колма ди Сормано на 48,4 km до циља, што није нико покушавао да прати. Евенепул је изашао са десне стране на чело и појачао темпо из сједишта, што је пратио само Мас, а затим их је достигао Ван Етвелт. Мас и Ван Етвелт су само повремено излазили на чело да га мијењају, заостатак иза Погачара се брзо повећао на преко минут, након чега је напао на спусту и отишао од њих. Наставио је да вози сам, до последњег успона је имао два и по минута заостатка, што се до краја повећавало и завршио је на другом мјесту, три минута и 16 секунди иза Погачара, а преко минут испред трећепласираног Чиконеа. Када је прешао линију циља плакао је, због пада који је имао на трци на спусту са успона Колма ди Сормано 2020. и рекао је спортском директору Давидеу Браматију да је ово било за њега јер му је спасио живот након пада. Послије трке је изјавио да нико није могао да уради ништа када је Погачар напао и да он није хтио да уништи себе покушавајући да га прати. Такође је истакао да је бити други иза Погачара добар резултат и да је задовољан њиме. Послије Ђиро ди Ломбардије завршио је сезону, а касније током октобра присуствовао је тимском окупљању за крај сезоне.
Добио је двије награде за белгијског бициклисту године по избору два различита часописа, кристални бицикл по четврти пут, а затим награду Фландријац године по други пут. Такође, у октобру је изабран међу десет финалиста за награду Вело д’Ор за бициклисту године, а други финалисти су били Погачар, Ван дер Пул, Вингегор, Роглич, Јоргенсон, Ирши, Тим Мерлије, Бинијам Грмај и Бен о Конор.

### 2025.
У септембру 2024. објављено је да ће 2025. возити по први пут Милано—Санремо и Ронде ван Фландерен, након чега је Лефевер изјавио да постоји велика вјероватноћа да ће возити и Ђиро д’Италију и Тур де Франс. У октобру је изјавио да ће од класика највероватније возити само Милано—Санремо и арденске класике, јер му је тешко да комбинује и фландријске са већим циљевима које има. Након што је примио награду за Фландријца године у новембру 2024. изјавио је да још није утврдио програм, да ће прескочити арденске класике ако буде возио Ђиро д’Италију, да ће можда прескочити и Милано—Санремо, у зависности од тога да ли ће возити Тирено—Адријатико или Париз—Ницу, додавши такође да је идеја била и да вози Париз—Рубе по први пут, али да је то било прије него што је дебитовао на Тур де Франсу. Такође је истакао да му је циљ да освоји барем један гранд тур, као и да се нада да ће на Тур де Франсу смањити заостатак иза Погачара на минимум пет минута, након што је 2024. завршио девет минута иза.

## Стил вожње
Од почетка јуниорске каријере сматра се једном од највећих нада у бициклизму, а већ од 2018. многи медији и љубитељи бициклизма назвали су га „нови Еди Меркс“, о чему је он изјавио да није нови Меркс већ нови Ремко Евенепул. Познат је као добар хронометраш, као и возач који је способан да остварује побједе нападом са велике удаљености. Сирил Гимар је 2020. године изјавио да је он бољи од Меркса и Бернара Иноа и да ће му његов потенцијал омогућити да осваја гранд тур трке. Гимар је такође изјавио да му је бављење фудбалом омогућило да стекне добре физичке способности, као и да је можда био ослабљен након пада на Ђиро ди Ломбардији 2020. Гимар и Џеки Дуран су изјавили да је имао великих проблема на почетку каријере јер је почео да се бави бициклизмом тек 2017. године, а као његови главни недостаци наводе се вожња на спусту, групни спринт и вожња по калдрмама.
Током вожње на хронометар 17. фебруара 2024. на трци Волта ао Алгарве, по први пут је користио један ланчаник са 62 зуба напријед и касету са 12 брзина у распону од 11 до 34 зуба позади. Истакао је да га је на то инспирисао Виктор Кампенаертс, који је почео први да користи такав ланчаник. Он је изјавио да је такав ланчаник максимум, да може да се користи само на одређеном типу руте која је прилично брза и без дугог успона и да подешавање мора да буде савршено.

## Приватни живот
Син је Патрика Евенепула, бившег бициклисте, рођен је у покрајини Фламански Брабант, а поред фламанског, говори холандски, енглески и француски језик. У октобру 2022. године вјенчао се са мароканском манекенком Оумаиме Оуми Рајан, пет година након што су се упознали у средњој школи. Након што су објавили фотографију у традиционалној мароканској одјећи са свадбе, многи су га 
критиковали, док су му неки слали и пријетећа писма. У марту 2021. потписао је петогодишњи спонзорски уговор са белгијским ланцем пица Pizza Hut Belgium као нови амбасадор, а такође се појављује и у рекламама за њихове производе, док је у августу једна пица компаније названа по њему. Након свадбе преселио се у Шпанију, у Аликанте, гдје је направио тренинг камп и истакао је да је нашао руту која је тежа од Ардена. Такође је истакао да је један од разлога за селидбу био превелико узбуђење у Белгији због њега, изјавивши да људи који желе нешто од њега неће знати гдје је ни шта ради.
На врху планине Фоиа, највишем врху планинског ланца Сера де Моншикве у Португалији, подигнута му је статуа 2021. године након његове побједе на успону и на трци 2020. како би убудуће то било мјесто гдје ће се прослављати битни успјеси, као што је стићи први на врх Алгарвеа. Током прославе у Белгији након што је освојио Вуелта а Еспању и Свјетско првенство 2022. године, одликован је почасним грађанином Дилбека и уручен му је дрес Андерлехта са бројем 1, који су потписали играчи првог тима у том тренутку, а затим се прослава премјестила у Брисел, у градску вијећницу, одакле је са балкона пуштао музику као ди џеј, о чему је часопис Het Nieuwsblad написао: „Забављао је публику као искусан забављач, постоји ли нешто што овај момак не може?“ Након што је напустио Ђиро д’Италију 2023. због ковида 19 док је био лидер трке, Алберто Контадор је изјавио да постоји хиљаду тумачења, али да жели да вјерује да је напустио зато што је имао ковид 19 а не због недостатка храбрости, истичући да је свакако требало да настави а не напусти трку током дана одмора, док је Мартин Хвастија, директор словеначког националног бициклистичког тима изјавио да не вјерује у причу о ковиду већ да сматра да се Евенепул плаши да се суочи са Рогличем.

## Резултати на тркама

### Резултати на гранд тур тркама
| Гранд тур трке  | 2019. | 2020. | 2021. | 2022. | 2023. | 2024. |
| --------------- | ----- | ----- | ----- | ----- | ----- | ----- |
| Ђиро д’Италија  | —     | —     |       | —     |       | —     |
| Тур де Франс    | —     | —     | —     | —     | —     | 3     |
| Вуелта а Еспања | —     | —     | —     | 1     | 12    | —     |

### Резултати на главним етапним тркама
| Етапне трке          | 2019. | 2020. | 2021. | 2022. | 2023. | 2024. |
| -------------------- | ----- | ----- | ----- | ----- | ----- | ----- |
| Париз—Ница           | —     | —     | —     | —     | —     | 2     |
| Тирено—Адријатико    | —     | —     | —     | 11    | —     | —     |
| Вуелта а Каталуња    | —     |       | —     | —     | 2     | —     |
| Вуелта ал Паис Баско | —     | —     | 4     | —     |       |       |
| Тур де Романди       | 76    | —     | —     | —     | —     |       |
| Критеријум ди Дофине | —     | —     | —     | —     | —     | 7     |
| Тур де Свис          | —     |       | —     | 11    | 3     | —     |

### Резултати на класицима
| Милано—Санремо                 | —     | —     | —     | —     | —     | —     |                |   |   |   |   |   |   |
| Ронде ван Фландерен            | —     | —     | —     | —     | —     | —     |                |   |   |   |   |   |   |
| Париз—Рубе                     | —     |       | —     | —     | —     | —     |                |   |   |   |   |   |   |
| Лијеж—Бастоњ—Лијеж             | —     | —     | —     | 1     | 1     | —     |                |   |   |   |   |   |   |
| Ђиро ди Ломбардија             | —     |       | 19    | —     | 9     | 2     |                |   |   |   |   |   |   |
| Остали класици                 | 2019. | 2020. | 2021. | 2022. | 2023. | 2024. |                |   |   |   |   |   |   |
| Кадел Еванс рејс               | —     | —     | —     | —     | —     | —     |                |   |   |   |   |   |   |
| Омлоп хет Нијувсблад           | —     | —     | —     | —     | —     | —     |                |   |   |   |   |   |   |
| Страде Бјанке                  | —     | —     | —     | —     | —     | —     |                |   |   |   |   |   |   |
| Класик Бриж—Де Пан             | —     | —     | —     | —     | —     | —     |                |   |   |   |   |   |   |
| Е3 Саксо класик                | —     | —     | —     | —     | —     | —     |                |   |   |   |   |   |   |
| Гент—Вевелгем                  | —     | —     | —     | —     | —     | —     |                |   |   |   |   |   |   |
| Дварс дор Фландерен            | —     | —     | —     | —     | —     | —     |                |   |   |   |   |   |   |
| Амстел голд рејс               | —     |       | —     | —     | —     | —     |                |   |   |   |   |   |   |
| Флеш Валон                     | —     | —     | —     | 43    | —     | —     |                |   |   |   |   |   |   |
| Ешборн—Франкфурт               | —     | —     | —     | —     | —     | —     |                |   |   |   |   |   |   |
| Класика де Сан Себастијан      | 1     |       | —     | 1     | 1     | —     |                |   |   |   |   |   |   |
| Хамбург сајкласик              | —     | —     | —     | —     | —     | —     |                |   |   |   |   |   |   |
| Бретање класик                 | —     | —     | —     | —     | —     | —     |                |   |   |   |   |   |   |
| Гран при сајклисте де Квебек   | 99    | —     | —     | —     | —     | —     |                |   |   |   |   |   |   |
| Гран при сајклисте де Монтреал | 53    | —     | —     | —     | —     | —     |                |   |   |   |   |   |   |
| Фигеира чемпионс класик        |       |       |       |       | —     | 1     | Брабантсе пајл | — | — | — | 6 | — | — |
| Брисел сајклинг класик         | —     | —     | 1     | —     | —     | —     |                |   |   |   |   |   |   |
| Ђиро дел’Емилија               | —     | —     | 5     | —     | —     |       |                |   |   |   |   |   |   |
| Копа Берноки                   | —     | —     | 1     | —     | —     | 53    |                |   |   |   |   |   |   |
| Тре вали Варезине              | —     |       | —     | —     | —     |       |                |   |   |   |   |   |   |

### Резултати на Олимпијским играма
| Олимпијске игре     | 2020. | 2024. |
| ------------------- | ----- | ----- |
| Друмска трка        | 49    | 1     |
| Вожња на хронометар | 9     | 1     |

### Резултати на Свјетском првенству
| Свјетско првенство у друмској вожњи | 2019. | 2020. | 2021. | 2022. | 2023. | 2024. |
| ----------------------------------- | ----- | ----- | ----- | ----- | ----- | ----- |
| Друмска трка                        |       | —     | 62    | 1     | 25    | 5     |
| Вожња на хронометар                 | 2     | —     | 3     | 3     | 1     | 1     |

### Резултати на Европском првенству
| Европско првенство у друмској вожњи | 2019. | 2020. | 2021. | 2022. | 2023. | 2024. |
| ----------------------------------- | ----- | ----- | ----- | ----- | ----- | ----- |
| Друмска трка                        | —     | —     | 2     | —     | —     | —     |
| Вожња на хронометар                 | 1     | —     | 3     | —     | —     | —     |

### Резултати на националном првенству
| Првенство Белгије   | 2019. | 2020. | 2021. | 2022. | 2023. | 2024. |
| ------------------- | ----- | ----- | ----- | ----- | ----- | ----- |
| Друмска трка        | 84    | —     | 3     | 37    | 1     | —     |
| Вожња на хронометар | 3     | —     | 2     | 1     | 4     | —     |

| — | Није учествовао |
|   | Није завршио    |
|   | Није одржано    |
|   | Нема резултата  |